# Heinrich (Freiburg)

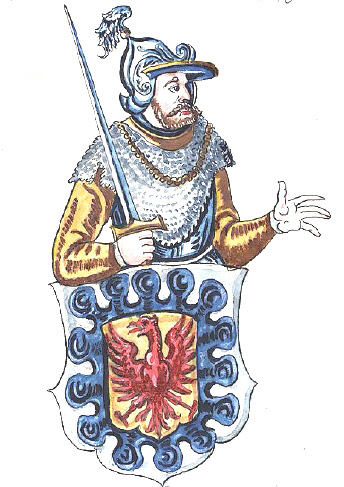
Graf Heinrich von Freiburg

Heinrich von Freiburg († 1303) war Titular-Graf von Freiburg und Herr von Badenweiler, Neuenburg, Auggen und der Herrschaft Hausach.

## Leben
Bald nach dem Tod von Konrad I. wurde das Erbe in einem Teilungsbrief von 1272 geregelt, wobei Heinrich die Stadt Neuenburg am Rhein, die Herrschaft Badenweiler und die Herrschaft Hausach im Kinzigtal erhielt. Wegen der Herrschaft über Neuenburg kam es zum Streit mit dem Basler Bischof Heinrich von Neuenburg aus dem Geschlecht der Grafen von Welsch-Neuenburg. Dieser wollte die Territorialherrschaft seines Hochstifts ausdehnen und trat als Schutzherr der Neuenburger Bürger gegen ihren Grafen auf und hinderte diesen im Frühjahr 1272 gewaltsam die Herrschaft über die Stadt zu übernehmen. Der Bischof und die Stadt Neuenburg gingen ein Bündnis ein. Heinrich unterstützte daher den Grafen Rudolf von Habsburg in seiner Fehde gegen den Basler Bischof. Rudolf zog mit seinen Truppen auch vor Neuenburg. Aufgrund der starken Befestigungen griff er die Stadt aber nicht an, sondern zerstörte deren Umland. Auch 1273 wurde dieser Kleinkrieg fortgesetzt, wodurch die Landbevölkerung sehr litt. Nach der Wahl Rudolfs zum deutschen König nahm dieser Neuenburg als Reichsstadt auf, verlangte aber von den Bürgern 10 Prozent ihres Vermögens als Entschädigung für Heinrich, der zudem von seinen Gefangenen Lösegeld erpresste.

## Herkunft, Ehen und Nachkommen
Er war ein Sohn des Konrad I. von Freiburg und von Sophia Gräfin von Zollern.
Heinrich heiratete 1281 Anna von Wartenberg († 1. August 1321). Mit ihr hatte er zwei Töchter:
- Margarethe ⚭ 1. Graf von Montfort; 2. Otto Graf von Strassberg – (Erbin der Herrschaft Badenweiler)
- Verena ⚭ Heinrich II. von Fürstenberg – (Erbin der Herrschaft Hausach)